# 모스크바 히트
모스크바 히트(러시아어: Московская жара, 영어: Moscow Heat)는 2004년 공개된 러시아의 액션 영화이다.

## 배역
- 마이클 요크 - Rodzher Chembers
- 알렉산더 네브스키 - Vlad Stepanov
- 리처드 타이슨 - Nikolay Klimov
- 로버트 마드리드 - Rudi Souza
- 앤드루 디보프 - Uzhton